# 帕夫努季·切比雪夫
帕夫努季·利沃维奇·切比雪夫（俄語： Пафну́тий Льво́вич Чебышёв，1821年5月16日（舊曆5月4日）—1894年12月8日（舊曆11月26日））是一名俄羅斯數學家。

## 生平
切比雪夫生於俄羅斯西部小鎮奥卡托沃，家境不俗。早年有腳疾，受家庭教育。他最早的老師是母親和表親，後者教會他法語，令他更易接觸欧洲數學界。11歲搬到莫斯科。當時最好的初等數學教師普拉東·波戈列利斯基教過他。1837年進入莫斯科大學數學系。1841年以方程式根論文獲比賽銀獎，其大要是用f的反函數的級數來解y=f(x)。1843年在劉維爾的期刊發表多重積分法語論文。1847年起在聖彼得堡大學任教。弟子有安德烈·馬爾可夫。
他終身未娶，獨居於有十個房間的房子。他經濟支持一個不肯正式承認的女兒。不過他在女兒結婚後常常跟她在鲁达科沃見面。

## 貢獻
- 概率論
  - 切比雪夫不等式
- 數學分析
  - 切比雪夫多项式
  - 切比雪夫方程
  - 切比雪夫滤波器
  - 切比雪夫總和不等式
  - 對於{\displaystyle a,b\in R,p,q,r\in Q,abq\neq 0}，{\displaystyle x^{p}(a+bx^{u})^{v}dx}可以積分成有限形式若且唯若{\displaystyle {\frac {p+1}{q}},{\frac {p+1}{q}}+r,r}其中一者為整數。[2]
- 數論
  - 伯特蘭-切比雪夫定理：對於{\displaystyle n>3}，{\displaystyle n}和{\displaystyle 2n}之間至少有一個質數。
  - 切比雪夫函數
  - 切比雪夫偏差：在多數時候，在給定的界限下，除4餘3的質數個數，會多於除4餘1的質數的現象。
- 力學
  - 切比雪夫連桿機構